# فرخنده سیاه‌وسفید
فرخنده سیاه‌وسفید (نام علمی: Conothraupis speculigera)، نوعی فرخنده است که در منطقه تومبس در جنوب غربی اکوادور و شمال غربی پرو یافت می‌شود. به سمت شرق تا اکری کوچ می‌کند. تنها عضو دیگر این سرده، فرخنده نوک‌مخروطی است که اخیراً دوباره کشف شده است.

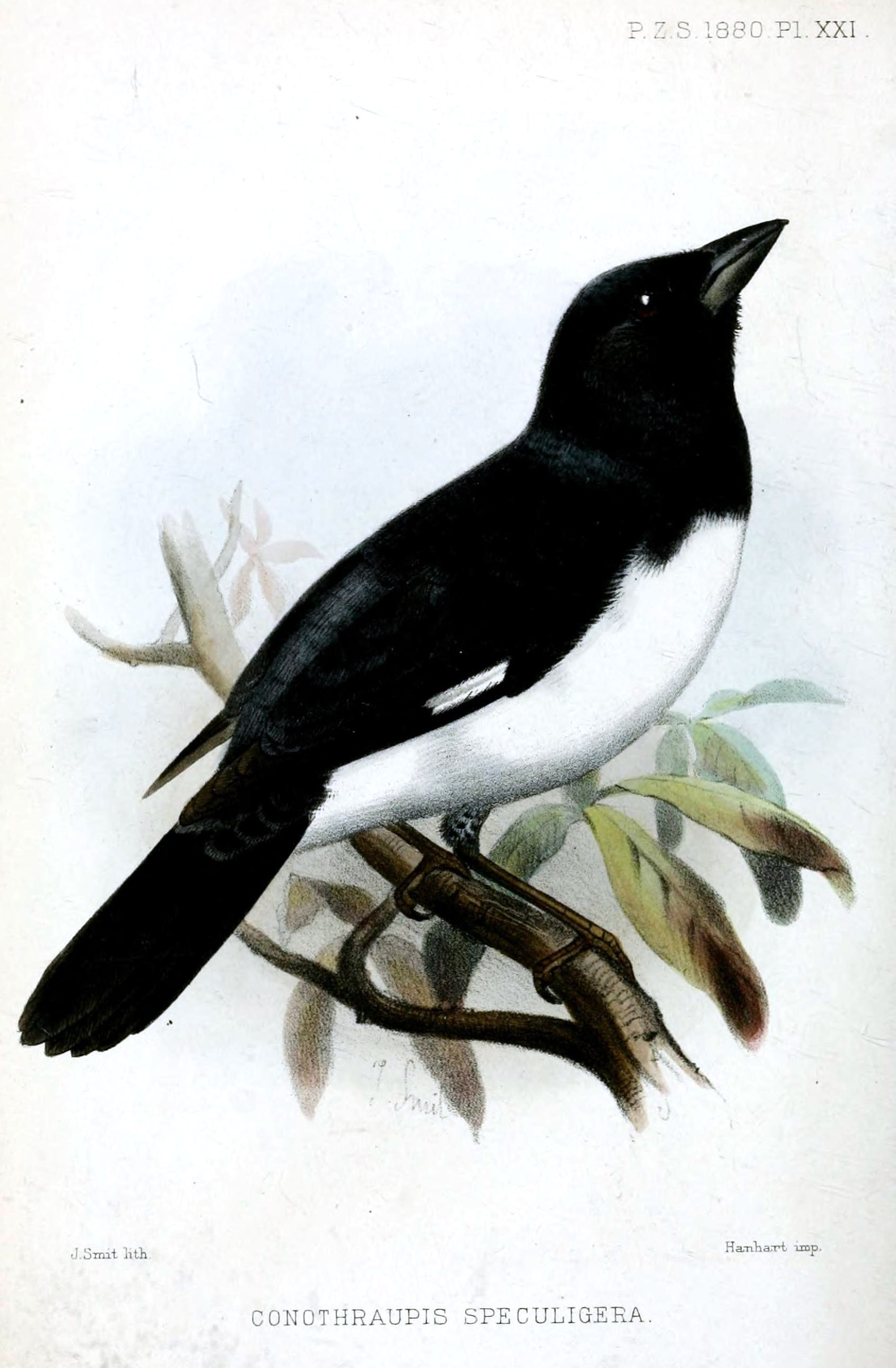
نگاره فرخنده سیاه‌وسفید اثر جوزف اسمیت، ۱۸۸۰